# Pietro Santoro
Pietro Santoro (ur. 4 lutego 1946 w Vasto) – włoski duchowny katolicki, biskup Avezzano w latach 2007–2021.

## Życiorys
Święcenia kapłańskie otrzymał 17 czerwca 1970 i został inkardynowany do archidiecezji Chieti-Vasto. Po święceniach przez kilka lat pracował jako wikariusz, zaś w 1973 został proboszczem w San Salvo. W 1995 został ponadto wikariuszem biskupim dla miasta Vasto.
28 czerwca 2007 papież Benedykt XVI mianował go ordynariuszem diecezji Avezzano. Sakry udzielił mu 6 września 2007 arcybiskup Chieti-Vasto - Bruno Forte.
23 lipca 2021 papież Franciszek przyjął jego rezygnację z pełnionej funkcji.